# If You Are the One (game show)
Fei Cheng Wu Rao (em chinês simplificado: 非诚勿扰; em chinês tradicional: 非誠勿擾; literalmente: Não é Sincero, Não Perturbe', também transmitido com os títulos If You Are the One na Austrália e Perfect Match na Malásia) é um game show de namoro chinês organizado por Meng Fei. Vagamente baseado no formato Taken Out, o programa é produzido pela JSBC: Jiangsu Television e gravado em Nanjing. Foi transmitido pela primeira vez em 15 de janeiro de 2010 e foi ao ar duas vezes por semana aos sábados e domingos até dezembro de 2014. De janeiro de 2015 a março de 2017, foi ao ar às noites de sábado às 21h10 na TV Jiangsu. A partir de janeiro de 2018, será transmitido nas noites de sábado às 20:30. Em 2013, o programa começou a ser transmitido na Austrália no SBS 2 (agora SBS Viceland), em uma versão de uma hora com legendas em inglês fornecidas pela SBS.
If You Are the One foi um sucesso de audiência na China e agora é o programa de maior audiência da TV Jiangsu. Os episódios também são amplamente distribuídos online. O programa é exibido internacionalmente pela internet e televisão por satélite. A popularidade e os comentários sociais do programa chamaram a atenção de acadêmicos e da imprensa estrangeira e, após preocupações dos reguladores chineses em 2011, o formato do programa foi aprimorado para não enfatizar fatores como riqueza financeira.
Após uma pequena pausa de março de 2017 a maio de 2017, If You Are the One retornou em um formato revisado.

## História

### Concepção e popularidade
"If You Are the One" é atualmente o programa de encontros mais visto no mundo de língua chinesa. De acordo com a CSM Media Research, com sede em Pequim, a audiência de Fei Cheng Wu Rao - que em 22 de maio de 2013 havia exibido um total de 343 episódios - representava 2,77% dos telespectadores, ou 36 milhões, o dobro do número mais próximo. concorrente para esse intervalo de tempo.
A ideia do programa foi trazida à Jiangsu Television pelo veterano produtor de televisão Wang Peijie, que trabalhou em colaboração com Xing Wenning, educado na Universidade de Columbia. A dupla inspirou-se no formato Taken Out, no entanto, quando os direitos desse programa foram conquistados por uma rede rival, o If You Are The One foi lançado. Wang disse que o programa é uma janela para a sociedade chinesa em geral, e que através dela "você pode dizer o que a China está pensando e perseguindo". O foco do programa foi destinado a ser jovens profissionais. Enquanto a maioria dos competidores está na casa dos vinte anos, houve casos de competidores do sexo masculino com 48 anos aparecendo no programa.
If You Are The One experimentou grande popularidade em sua primeira transmissão por causa de sua abordagem única de namoro e as conversas que geralmente são engraçadas com insultos amigáveis. O programa procurou "esticar os limites" do que poderia ser discutido na televisão chinesa. Ao contrário de Retirado, If You Are The One, não depende da participação do público, uso de frases de efeito ou atratividade física entre os competidores do sexo masculino. Além disso, diferente dos shows de namoro no final dos anos 90, como The Rose, que discutia principalmente assuntos particulares como personalidade e hobbies, If You Are The One se envolve mais com questões socioeconômicas mais amplas, como reconhecimento de propriedade antes do casamento e igualdade de gênero.

### Controvérsia e revisões
No primeiro semestre de 2010, o programa quebrou recordes de audiência, com cerca de 50 milhões assistindo a todos os episódios, uma audiência perdendo apenas para o noticiário noturno do CCTV, Xinwen Lianbo. No formato inicial do show, os participantes relataram coisas como ganhos anuais, bens materiais, etc. Durante esta fase, vários concorrentes ganharam notoriedade e se tornaram sensações na Internet. A concorrente feminina Ma Nuo se tornou um interesse da mídia após seus comentários controversos a uma concorrente masculina de que ela "preferia chorar em um BMW" do que rir andando na traseira de uma bicicleta. Um competidor masculino, filho de um empresário, foi rejeitado por todas as 24 mulheres em um episódio por exibir flagrantemente seus carros esportivos e extratos bancários, em vez de sua vida e interesses. Houve três competidores masculinos diferentes que perderam o programa no início, quando as competidoras estudaram o homem pela primeira vez. Os dois concorrentes controversos foram algumas das pessoas mais comentadas no entretenimento chinês. Além disso, foram levantadas preocupações de que alguns dos participantes do programa não eram quem disseram ser e de que a estação de TV estava 'plantando' participantes para fazer comentários controversos para aumentar as classificações.
As autoridades chinesas encararam o programa de maneira desfavorável, afirmando que ele estava divulgando os "valores errados" e "defendendo o materialismo". A mídia estatal editorializou contra o programa na televisão, impressa e online. Seis meses depois que o programa foi ao ar pela primeira vez, funcionários da Administração Estatal de Rádio, Cinema e Televisão entraram em cena para regular o programa. A SARFT emitiu duas notificações para padronizar os reality shows chineses, pedindo aos programas que lembrem responsabilidades sociais e promovam as virtudes chinesas tradicionais. Desse ponto em diante, Fei Cheng Wu Rao restringiu as menções de riqueza financeira e sexo, e um terceiro anfitrião foi adicionado: um professor de psicologia da escola chamado Huang Han, que foi visto como 'equilibrando' o programa para torná-lo mais fundamentado e menos controverso, além de acrescentar mais brincadeiras entre os três anfitriões. Seguiu-se uma substituição por atacado do pool de participantes com mais indivíduos mansos. O programa revisado eliminou as informações do concorrente, como informações da conta bancária e salários, etc. Também são omitidas as 'opiniões finais' de um competidor masculino que sai das mulheres; anteriormente, essa parte do programa era especialmente propensa a insultos e ridicularizações. Além disso, o rolo original do programa deve passar por uma edição pesada antes de ser exibida, dependendo da duração e do número de participantes presentes. Apesar do formato alterado, o show continua extremamente popular.

### 2016
Em janeiro de 2016, como resultado de um juiz chinês que declarou que o nome do programa "Fei Cheng Wu Rao" violava os direitos autorais de outra pessoa que possuía o mesmo nome do programa, os produtores mudaram temporariamente o nome do programa para "Yuan Lai Fei Cheng Wu Rao "(embora o nome em inglês pareça ter permanecido o mesmo). A estação Jiangsu Television prometeu recorrer da decisão.
Entre 19 de novembro e 10 de dezembro de 2016, foi exibida uma série de especiais intitulada "1vs24", onde os papéis dos gêneros foram revertidos, com 24 machos subindo aos pódios para enfrentar uma única mulher. A jogabilidade dos episódios especiais era a mesma dos episódios normais. Outra série de promoções do 1vs24 foi ao ar entre 4 e 25 de março de 2017.
Em 31 de dezembro de 2016, o Supremo Tribunal de Guangdong anulou a decisão da apelação, declarando que "Fei Cheng Wu Rao" não violava os direitos autorais de outra pessoa e, portanto, os produtores mudaram o nome do programa para "Fei Cheng Wu Rao"

### 2017
Em 1 de abril de 2017, a Jiangsu Television anunciou que o episódio final de If You Are The One no formato original foi ao ar em 25 de março, com as filmagens dos programas suspensas desde janeiro, anunciando uma suspensão temporária do programa durante a reformatação para relançamento no final de maio. Meng Fei continuou a ser o apresentador do formato revisado do programa. Jiang Zhenyu se tornou o orador convidado. A versão revisada foi ao ar pela primeira vez em 13 de maio de 2017.

### 2018
A versão 2018 foi ao ar pela primeira vez em 6 de janeiro de 2018. Em 3 de fevereiro de 2018, Huang Lan voltou ao show e continuou sendo o comentarista, em parceria com Jiang Zhenyu.

## Premissa
Vinte e quatro mulheres estão em arco, cada uma atrás de um pódio com uma luz que elas inicialmente acendem.
As mulheres enfrentam um homem solteiro, que escolhe um deles como sua "garota do batimento cardíaco" (chinês simplificado: 心动 女生) apenas de vista antes de qualquer conversa entre as mulheres e o homem solteiro ter ocorrido. Sua escolha de "garota com batimentos cardíacos" é inicialmente conhecida apenas por ele e pelo anfitrião do programa - embora tenha havido um caso em que isso foi revelado logo depois.
O homem solteiro usa dois ou três videoclipes para revelar algumas informações pessoais, como ocupação, interesses, história de amor e opiniões de amigos. Durante cada videoclipe, cada uma das mulheres decide se ele ainda é "digno de uma data" em sua opinião, mantendo a luz acesa ou desligando-a. Os competidores, psicólogos e apresentadores trocam brincadeiras com frequência quando vídeos não estão sendo mostrados.
Se uma garota não gostar do homem, ela apagará a luz (seguida de uma sugestão sonora).
Se, depois de todos os vídeos terem sido reproduzidos, houver mais de duas garotas ainda com luzes acesas, o homem apaga e apaga algumas dessas luzes, escolhendo apenas duas das garotas restantes para subir ao palco como finalistas. Depois disso, a identidade da "garota do batimento cardíaco" do homem é revelada. Ela também é convidada para o palco (se ainda não estiver lá) como finalista.
Uma nova opção processual (chinês simplificado:  爆灯; literalmente: "explosão de luz"), permitindo que uma mulher sinalize um interesse especial pelo homem, foi introduzida no programa no episódio transmitido em 20 de outubro de 2012. Ele pode ser ativado apenas uma vez por rodada e é anunciado por uma sugestão sonora "esmagadora", seguida por um show de corações pulsantes, juntamente com o número da mulher que "estourou a luz", nas telas do estúdio. É essencialmente o oposto de desligar a luz do pódio; em vez disso, uma mulher que "explode a luz" está optando por demonstrar seu interesse pelo homem demonstrativamente, em vez de apenas deixar passivamente a luz acesa. Se uma mulher ativou a "luz de rajada", ela não pode ser desligada; em vez disso, sua luz muda para uma exibição de coração pulsante, e ela garante um lugar como finalista no final da rodada.
Se uma mulher ativou o "estouro de luz", agora é convidada para o palco como finalista. Assim, pode haver duas, três ou quatro mulheres no palco como finalistas.
O homem coloca aos finalistas uma pergunta que ele escolhe em um menu fixo de consultas. Depois disso, ele pode colocar para os finalistas uma pergunta original própria. Depois disso, se um dos finalistas "explodir a luz", ela terá a oportunidade de explicar seu interesse pelo homem e por que deveria ser escolhida.
Se o homem optar por pegar um dos finalistas que demonstraram interesse nele (ou seja, não apagou a luz dela), ele caminha até ela, pega a mão dela e eles partem para uma data futura presumida.
O homem pode insistir em sua "garota do batimento cardíaco", mesmo que ela tenha apagado a luz. Nesse caso, os outros finalistas são demitidos de volta aos seus pódios, e o homem tem a oportunidade de conquistar sua "garota do coração". Ela pode aceitá-lo como seu encontro e partir com ele, ou rejeitá-lo e retornar ao seu pódio.
Ocasionalmente, um homem decide não escolher nenhum dos finalistas e partir sozinho.
A entrevista pós-jogo aparece com o homem sozinho ou com ele e sua garota escolhida se ele for "bem-sucedido".

## Músicas apresentadas na versão original
Esta lista apresenta as músicas tocadas pela última vez no formato original, que terminou em março de 2017. Para as músicas em destaque no novo formato, consulte If You Are the One (game show de 2017)#Músicas em destaque no programa
A música de introdução quando um competidor masculino entra no palco é "Can You Feel It", de Jean-Roch (Big Ali Edit).
As meninas fazem sua entrada com "Bang Bang", de Jessie J, Ariana Grande e Nicki Minaj.
Músicas anteriores incluídas:
- "Girlfriend", de Avril Lavigne
- "Give Me All Your Luvin", de Madonna

Se o competidor masculino ainda tiver 0/24 de luzes, "O Fortuna - Carmina Burana" de Carl Orff toca.
Se o competidor masculino sair sem um encontro, "Eliminate" ("淘汰") de Eason Chan (陈奕迅) toca.
Músicas anteriores incluídas:
- "Sadly, it's not you", de Fish Leong ('可惜 不是 你')
- "Time to leave", de A-Lin ('離開 的 時候')

Se um competidor tiver mais de 2 luzes acesas após a rodada final e precisar apagar o excesso de luzes (Escolha do Candidato), "Beginner" do grupo de garotas japonesas AKB48 toca.
Quando duas garotas finalistas andam na passarela, a música "Gee" do grupo feminino coreano Girls 'Generation (소녀 시대) toca.
Quando a garota da luz estourar caminha na passarela, a música "Hush" do grupo feminino coreano Miss A (미쓰 에이) toca. Este era anteriormente "EU TE AMO" por 2NE1.
Se a garota favorita não for uma das duas finalistas, ela passará pela passarela com uma batida rápida.
Se os dois finalistas não forem escolhidos (ou seja, o competidor insiste na garota favorita), "Real Man" (大丈夫) do cantor pop taiwanês Jolin Tsai (蔡依林) toca. Este foi anteriormente "Goodbye bye bye" por Elva Hsiao (蕭亞軒).
Um casal parecido sai com a música "You're The Right One" ("你是对的人") de Lee Junho (이준호) apresentando Qi Wei (戚 薇) ou "Finally waited for you" ("終於 等到 你") de Jane Zhang (張 靚 穎).
Músicas anteriores incluídas:
- "Liang Shanbo and Juliet" ("梁山伯 与 朱丽叶") de Genie Chuo (卓文萱) com Gary Cao (曹 格),
- "Beautiful Love", de Tanya Chua (蔡健雅)
- "Romance" de Jiang Yu Chen (江 語 晨)
- "Everybody", de Ingrid Michaelson

A outra música com os créditos é "One Step Forward" (往前 一步) de Meng Fei.
Um outro alternativo apresenta a música Wo Zai Na Yi Jiao Luo Huan Guo Shang Feng" (我在那一角落患过伤风(小说音乐)) de Fiona Fung.

## Convidados
If You Are The One teve muitos convidados ao longo de sua longa história. Eles incluem:

### Convidados do sexo masculino

#### Versão original
- Le Jia (de 15 de janeiro de 2010 a 14 de outubro de 2012 e de 18 de novembro de 2012 a 31 de março de 2013)
- Zeng Zihang (de 13 de abril de 2013 a 13 de julho de 2013)
- Ning Caishen (de 14 de julho de 2013 a 26 de janeiro de 2014, de 15 de fevereiro de 2014 a 1 de março de 2014 e de 9 de março de 2014 a 22 de junho de 2014)
- Tong Dawei (de 9 de agosto de 2014 a 24 de agosto de 2014 e de 13 de setembro de 2014 a 18 de outubro de 2014)
- Huang Lei (de 19 de outubro de 2014 a 1 de novembro de 2014, de 16 de novembro de 2014 a 28 de março de 2015 e de 1 de agosto de 2015 a 25 de março de 2017)
- Liu Ye (de 4 abr 2015 a 23 maio 2015, 8 episódios)
- Lu Yi (de 30 de maio de 2015 a 25 de julho de 2015, 8 episódios)

#### Versão de 2017
- Jiang Zhenyu (de 13 de maio de 2017 até os dias atuais)

### Convidados do sexo feminino
- Huang Han (de 27 de junho de 2010 a 19 de março de 2016)
- Huang Lan (de 26 de março de 2016 a 25 de março de 2017, de 3 de fevereiro de 2018 até os dias atuais)

### Convidados masculinos
- Yu Zheng (6 e 7 de abril de 2013, 1 semana)
- Zhang Jiajia (2 e 8 de março de 2014, 1 semana; 13 de julho de 2014 a 3 de agosto de 2014, 3 semanas)
- Hawick Lau (de 30 de agosto de 2014 a 7 de setembro de 2014, 2 semanas)
- Zhang Liang (de 2 de novembro de 2014 a 15 de novembro de 2014, 2 semanas)

## Transmissão internacional
- Malásia - O NTV7 transmitia o programa das 6:30 às 8:00 todos os domingos sob o título em inglês, Perfect Match
- Austrália - A SBS Viceland transmitiu uma versão editada de 60 minutos do programa, das 6:30 às 7:30 nas noites de sábado, sob o título If You Are the One.